# Jan Vrijman (journalist)
Jan Vrijman, pseudoniem van Jan Hulsebos (Amsterdam, 12 februari 1925 - aldaar, 30 mei 1997) was een Nederlands journalist, cineast en columnist. Hij schreef jarenlang onder het pseudoniem Journaille een column in Het Parool, en maakte het begrip nozem bekend.
Vrijman werd als Jan Hulsebos geboren in een arbeidersgezin in de Amsterdamse Jordaan. Tijdens de oorlog veranderde hij zijn naam in Jan Vrijman. Hij was betrokken bij de verzetskrant De Waarheid, maar werd voor het gewapende verzet ongeschikt geacht.

## Journalist en auteur
Na de oorlog werd hij freelance-journalist voor De Groene Amsterdammer, Vrij Nederland, De Geïllustreerde Pers, De Legerkoerier, en Het Parool. In 1955 maakte hij met de fotograaf Ed van der Elsken een serie reportages voor Vrij Nederland, met als titel De nozems van de Nieuwendijk. Ook liet hij Robert Jasper Grootveld onderzoek doen naar de aanhangers van Lou de Palingboer. In 1952 publiceerde hij de roman De tekenen van de storm, uitgegeven door De Bezige Bij en in 1957 de roman Kinderbedtijd, uitgegeven door Strengholt.

## Programmamaker en filmer
Als televisieprogrammamaker brak hij in 1957 door met het tv-programma Dag Koninginnedag, dat hij voor de VPRO maakte, en waarin onder andere de muiterij op Hr. Ms. De Zeven Provinciën aan de orde kwam. Deze 88 minuten durende televisieproductie werd vanuit Studio Irene in Bussum live uitgezonden op de verjaardag van prinses Wilhelmina. Wim Kan trad erin op met een reconstructie van Koninginnedag 1943, zoals gevierd in zijn krijgsgevangenkamp in Birma. De productie leidde tot een rel en Vrijman werd twee jaar uitgesloten van werk voor televisie. In 1961 werd hij als documentairefilmer beroemd met De werkelijkheid van Karel Appel over de schilder Karel Appel.
In 1965 maakte Vrijman een serie programma's rond het thema Op de bodem van de hemel, met destijds Nederlands bekendste evangelist Johan Maasbach. De VARA zou de serie uitzenden, maar durfde dit niet aan na de reportage gezien te hebben. Er zouden maar mensen tot bekering komen. Maasbach begon de interviews prompt met een gebed. Toen de VARA bleef weigeren kocht Vrijman de serie terug en deze werd getoond in vele bioscopen, overal met de mededeling dat dit de film was die de VARA niet durfde uit te zenden.
De Jan Vrijman Cineproductie produceerde de films Het Gangstermeisje (1966), De Vijanden (1968) en Op zoek naar Joods Amsterdam (1975). Voor de wereldtentoonstelling Expo 70 in Osaka maakte Vrijman een film voor het Nederlandse paviljoen. In 1989 besloot hij te stoppen met het maken van documentaires. Hij werd bestuurslid van het IDFA.

## Depressie
Jan Hulsebos was lange tijd depressief. Zijn depressies overwon hij, gedeeltelijk althans, door de Rationeel-Emotieve Therapie (RET) van Albert Ellis en door het herlezen van de wijze woorden van de Romeinse keizer Marcus Aurelius (121 - 180).

## Journaille
Voor Het Parool schreef hij van 2 januari 1985 tot enkele weken voor zijn dood een dagelijkse column op de voorpagina, onder het pseudoniem Journaille. In 1996 was hij een van de gasten van het televisieprogramma Zomergasten. Hij overleed op 72-jarige leeftijd aan kanker en liet vier kinderen achter.
Na zijn dood richtte het IDFA in 1998 het Jan Vrijman Fonds op.
Zijn oudste dochter Fabie Hulsebos maakte een film over hem: De werkelijkheid van Jan Vrijman (2006).

## Filmografie (selectie)
- De werkelijkheid van Karel Appel (1961)
- Expo '70 (1970)
- Identity (1970)
- Meisje van dertien (1974)
- Philips – een onderneming (1979)

- Biografisch Portaal: 29560649
- Digitale Bibliotheek voor de Nederlandse Letteren: vrij006
- Gemeinsame Normdatei: 172834457
- International Standard Name Identifier: 0000 0003 6865 6519
- RKD-Nederlands Instituut voor Kunstgeschiedenis: 114390
- Virtual International Authority File: 201302597
- WorldCat: E39PBJr3vPGQJf7mY4QJckRdwC